# نهر أليس
نهر أليس Alice River

هو نهر يوجد بمقاطعة كوينزلاند بأستراليا, وهو أحد روافد نهر باركو, في عام 1846 كان توماس ميتشل أول أوروبي يرى نهر باركو وأليس, (Barcoo)
.

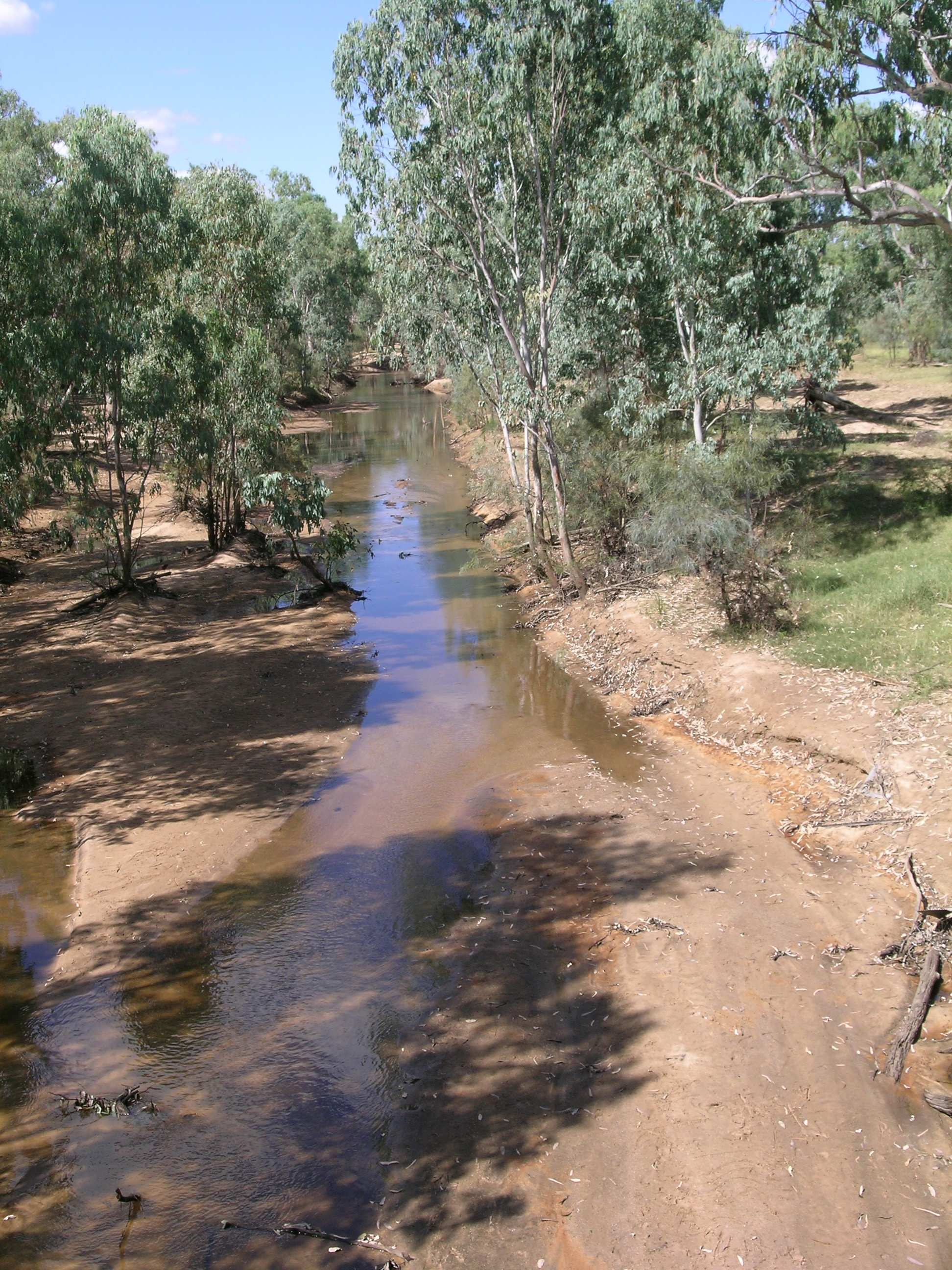
نهر أليس 303 كم

المصدر: مترجم http://en.wikipedia.org/wiki/Alice_River_(disambiguation)
‌